# Ромбень
Ромбень (пол. Rąbień) — село в Польщі, у гміні Александрув-Лодзький Згерського повіту Лодзинського воєводства.
Населення — 1431 особа (2011).

## Демографія
Демографічна структура станом на 31 березня 2011 року:
|          | Загалом | Допрацездатний вік | Працездатний вік | Постпрацездатний вік |
| -------- | ------- | ------------------ | ---------------- | -------------------- |
| Чоловіки | 681     | 168                | 461              | 52                   |
| Жінки    | 750     | 167                | 463              | 120                  |
| Разом    | 1431    | 335                | 924              | 172                  |